# Lino Benedetto
Lino Benedetto (Napoli, 23 gennaio 1911 – Roma, 23 luglio 1973) è stato un pianista e compositore italiano.

## Biografia
Inizia a comporre le sue melodie da giovanissimo. Oltre che dedicarsi alla musica lavora al Ministero dell'Interno, che gli conferì una medaglia come Cavaliere.
Gli venne affidata anche una rubrica di posta su un giornale (posta degli autori) ed una trasmissione radiofonica intitolata Sognando tra le note.
Muore a Roma il 23 luglio 1973.
Una curiosità: il compositore vantava anche una parentela famosa perché era lo zio materno del grande judoka Nicola Tempesta.

## Discografia
- 1939 – Passione napulitana (con Lino Benedetto/Astro Mari)
- 1940 – Ritorna a Napoli (con Lino Benedetto/Enzo Bonfanti)
- 1941 – Resta a Napoli con me (con Lino Benedetto/Berardi Sordi)
- 1942 – Torna a Capri (con Lino Benedetto/Berardi Sordi)
- 1947 – Acquarello napoletano (con Lino Benedetto)
- 1949 – Angellarò (con Lino Benedetto/Enzo Bonagura)
- 1949 – Città dei miei sogni (con Lino Benedetto/Federico Carducci)
- 1950 – Surriento d' 'e nnammurate (con Lino Benedetto/Enzo Bonagura)
- 1951 – Addò m'attacco... moro (con Lino Benedetto/Tito Manlio)
- 1951 – Pusilleco (con Lino Benedetto/Enzo Bonagura)
- 1951 – A mmasciata (con Lino Benedetto/Enzo Bonagura)
- 1952 – Canzone amalfitana (con Lino Benedetto/Enzo Bonagura)
- 1952 – Li funtanelle (con Lino Benedetto/Enzo Bonagura)
- 1952 – Tu sì nata 'o mese 'e marzo (con Lino Benedetto/Tito Manlio)
- 1952 – Vulennote bene (con Lino Benedetto/Tito Manlio)
- 1952 – Campà e murì (con Lino Benedetto/Miele)
- 1952 – Sere napuletane (con Lino Benedetto/Ettore De Mura)
- 1952 – 'O pazzariello (con Lino Benedetto/Riccardo Morbelli)
- 1952 – Fuoco! Fuoco! (con Lino Benedetto/Beniamino Canetti)
- 1953 – Che bella cosa è 'a musica (con Lino Benedetto/Enzo Bonagura)
- 1953 – Tarantella d' 'e tiempe belle (con Lino Benedetto/Roberto Ciaramella)
- 1954 – Serata 'e chitarre (con Lino Benedetto/Enzo Bonagura)
- 1954 – 'E curalle d' 'a Torre 'e Crieco (con Lino Benedetto/Enzo Bonagura)
- 1954 – Maggio napulitano (con Lino Benedetto/Tito Manlio)
- 1954 – Mariuolo d'ammore (con Lino Benedetto/Carlo Da Vinci)
- 1954 – Nustalgia 'e 'nnamurato (con Lino Benedetto/Ernesto Granozio)
- 1954 – Santa Lucia d' 'e piscature (con Lino Benedetto/Ugo Stanislao/Ciro Volpe)
- 1955 – 'A tempesta (con Lino Benedetto/Ettore De Mura)
- 1955 – 'Na fenesta (con Lino Benedetto/Enzo Bonagura)
- 1956 – Manname 'nu raggio 'e sole (con Lino Benedetto)
- 1956 – 'A ricetta p' 'e furastiere (con Lino Benedetto/Tito Manlio)
- 1957 – Ballava 'o roccanrollo (con Lino Benedetto/Raffaele Cutolo)
- 1957 – 'O semaforo 'e ll'ammore (con Lino Benedetto/Conti)
- 1957 – Tu nun aviva nascere (con Lino Benedetto/Ciro Grasso)
- 1957 – Viento (con Lino Benedetto/Marcello Zanfagna)
- 1958 – È bello 'o mare (con Lino Benedetto/Beniamino Canetti Ferrara)
- 1958 – 'A Bersagliera (con Lino Benedetto/Ciro Grasso/A. V. Bruno)
- 1958 – Repassatora (con Lino Benedetto/G. Maniero)
- 1959 – Vieneme 'nzuonno (con Lino Benedetto/Marcello Zanfagna)
- 1960 – Stasera si (con Lino Benedetto/Marcello Zanfagna)
- 1961 – 'Ncantesemo sott' 'a luna (con Lino Benedetto/Mario Italo)
- 1965 – 'A luna d''e nnammurate (con Lino Benedetto/Rosa Santoro)
- 1966 – 'O capillone (con Lino Benedetto/Armando Del Cupola/Federico Carducci)
- 1966 – Senza aspettà dimane (con Lino Benedetto/Franco Evangelisti)
- 1966 – Gigetto degli spiriti (con Lino Benedetto/Federico Carducci)
- 1968 – Bandiera bianca (con Lino Benedetto/Amleto Alfieri/Vincenzo De Crescenzo)
- 1969 – Tu sì ll'ammore (con Lino Benedetto/Amleto Alfieri/Umberto Boselli)
- 1971 – Canzone pè te (con Lino Benedetto/Marcello Zanfagna)
- – Appuntamento a Napule (con Lino Benedetto/Attilio Manetta)
- – Grandezza 'e Ddio (con Lino Benedetto/Federico Carducci)
- – Fazzoletto souvenir (con Lino Benedetto/Tito Manlio)
- – Festa d' 'e nnammurate (con Lino Benedetto/Amlero Alfieri/Marcello Zanfagna)
- – Mamma schiavona (con Lino Benedetto/Tito Manlio)
- – Serata 'e chitarre (con Lino Benedetto/Enzo Bonagura)
- – Pasquale Carità (con Lino Benedetto/Carlo Da Vinci)
- – Viarella (con Lino Benedetto/Amleto Alfieri/Umberto Boselli)
- – Tammurriata rossa (con Lino Benedetto/Vincenzo De Crescenzo)
- – Bello bello (con Lino Benedetto/Amleto Alfieri/Umberto Boselli)
- – 'E frutte 'e mare (con Lino Benedetto/Cassia Luciani)
- – 'O bene mio pè te (con Lino Benedetto/Raffaele Paliotti)
- – Matenata 'e sole (con Lino Benedetto/Federico Carducci/Amleto Alfieri)
- – Calypso 'e Santa Lucia (con Lino Benedetto/G. Conte)
- – Ping pong (con Lino Benedetto/Umberto Boselli/Amlero Alfieri)
- – Napoli a mezzanotte (con Lino Benedetto/Martelli/Neri)
- – Oggi, domani, sempre... (con Lino Benedetto/Marcello Zanfagna)
- – T'aggio fatto 'na fattura (con Lino Benedetto)
- – Simmo amice (con Lino Benedetto/Trionfi)
- – Simmo e nun simmo (con Lino Benedetto/Federico Carducci)
- – 'Ncantesimo a Ravello (con Lino Benedetto/Salvatore Palomba)
- – Comme 'a na vota (con Lino Benedetto/Giuseppe Rossetti)
- – Barca di Marechiaro (con Lino Benedetto/Enzo Bonfanti)
- – 'Na lacrema (con Lino Benedetto)
- – Pe na jurnata 'e sole (con Lino Benedetto/Amleto Alfieri/Umberto Boselli)
- – Si 'a gente se facesse 'fatte suoje (con Lino Benedetto/Ugo Guspini)